# Estación de Sinéu
Sinéu (en catalán y oficialmente según SFM, Sineu) es una estación ferroviaria situada en el municipio español homónimo en la isla de Mallorca. En ella efectúan parada los trenes de cercanías de la línea T3 de Servicios Ferroviarios de Mallorca.

## Situación ferroviaria
La estación se encuentra en punto kilométrico 42,454 de la línea férrea de ancho métrico de Palma a Manacor, a 126 metros de altitud. El tramo es de vía única y está electrificado a 1500 V en CC. Históricamente perteneció a la línea, parcialmente desmantelada, de Palma a Artá con ramales a Felanich, La Puebla y Alaró.

## Historia

### Primeros años
La estación fue inaugurada el 16 de febrero de 1878 con la puesta en marcha del tramo Inca - Sinéu, de 21,4 km, en la línea Palma de Mallorca - Manacor, habiéndose iniciado los trabajos en diciembre de 1876. Su explotación inicial quedó a cargo de la Compañía de los Ferrocarriles de Mallorca quien también se hizo con la línea Inca - La Puebla en 1878. Sin embargo, con la creación de FEVE fue nacionalizada e integrada en la nueva compañía nacional. Inicialmente el ancho de la vía era de tres pies (914 mm). En 1941, al no ser la línea de ancho ibérico, la estación no fue nacionalizada y transferida a la recién creada RENFE, sino que pudo conservar su autonomía, al menos durante una década.

### Bajo EFE y FEVE
El 1 de agosto de 1951 las líneas de los Ferrocarriles de Mallorca se nacionalizan y pasan a ser gestionados por Explotación de Ferrocarriles por el Estado (EFE). En 1956 comenzaron a circular los primeros automotores Ferrostaal traídos de Alemania. Fueron cuatro unidades de un solo coche que estuvieron en servicio hasta que fueron destruidas por un incendio diez años más tarde. El patrimonio ferroviario de Ferrocarriles de Mallorca quedó incorporado definitivamente al estado en 1959. EFE inició un proceso de sustitución de la tracción vapor por diésel, que supuso la eliminación de la tracción a vapor, cuyo último servicio aconteció el 12 de diciembre de 1964.
Sin embargo, con la creación de FEVE la explotación quedó a cargo de nueva compañía estatal en 1964.
El 20 de junio de 1977 fue clausurado el tramo Empalme-Manacor-Artá, (y con ello la estación de Sinéu) debido a un accidente en un paso a nivel en Petra. El cierre, que iba a ser temporal, se convirtió en definitivo.

### Bajo SFM
El 31 de marzo de 1994 la gestión de FEVE se traspasa al gobierno balear, por medio de los Serveis Ferroviaris de Mallorca (SFM) fundados el 14 de enero de ese mismo año, que explota un total de 77 kilómetros de vías en ancho métrico.
En 2001 el Gobierno de las Islas Baleares inició las obras de reapertura del tren a Manacor, volviendo el ferrocarril insular a pasar por Sinéu el 11 de mayo de 2003. Se iniciaron las obras de una posible reapertura de la línea hasta Artá, pero en 2011 se pararon las obras y finalmente en 2013 se canceló definitivamente el proyecto estando las obras sin concluir. El 8 de enero de 2019 llegó el primer tren eléctrico a la estación. Hasta esa fecha los viajeros que quisieran ir de Manacor a Inca (y viceversa) debían hacer trasbordo en la estación de Empalme.

## La estación
El edificio de viajeros de Sinéu fue originalmente de una sola planta, pero en 1924 se proyectó su ampliación de uno a tres pisos, concluyendo la obra dos años más tarde. Esta modificación hizo que la estación llegara a ser considerada la más elegante de toda la isla. Está formado por tres cuerpos, de los cuales la fachada central sobresale entre las demás. Está construido en piedra, con franjas de piedra de marés en las esquinas y alrededor las puertas y ventanas, quedando rematado por un voladizo profusamente decorado.
La estación actual dispone de una via principal y una vía derivada a la izquierda. El andén de la via 1 (principal) tiene una marquesina acristalada. En la estación, las vías están encastradas en un firme de hormigón y no sobre balasto.
En 2014 SFM anunció el uso de la estación para un pequeño centro comercial y cultural en régimen de alquiler.

## Servicios ferroviarios
La estación forma parte de las líneas de la red de Servicios Ferroviarios de Mallorca siendo terminal de la T3. El servicio se presta con trenes eléctricos de la serie 81 de SFM, fabricados por CAF.
El horario de frecuencias de la estación puede consultarse en la siguiente página. En general, hay una frecuencia mínima de cuarenta minutos hacia Palma en laborables, hasta un tren cada hora hacia Palma en sábados y festivos. Los tiempos de paso aumentan en los últimos trenes, pudiendo llegarse a superar la hora.
| procedencia/destino | < estación | Línea | estación > | destino/procedencia |
| ------------------- | ---------- | ----- | ---------- | ------------------- |
| Palma de Mallorca   | Inca       |       | Petra      | Manacor             |